# Richard Mahoney
Richard Alexander Mahoney Crawford (Germania, Siquirres, 18 de mayo de 1974) fue un futbolista costarricense, su último club fue la ADF Siquirreña de la Segunda División de Costa Rica actualmente está retirado.

## Clubes
| Club                      | País       | Año               |
| ------------------------- | ---------- | ----------------- |
| Alajuelense               | Costa Rica | 1999 - 2000       |
| Carmelita                 | Costa Rica | 2000 - 2003       |
| Saprissa                  | Costa Rica | 2003 - 2004       |
| Cartaginés                | Costa Rica | 2004 - 2009       |
| Orión FC                  | Costa Rica | 2009 - 2010       |
| Universidad de Costa Rica | Costa Rica | 2010 - 2011       |
| Paraíso Total             | Costa Rica | 2011 - 2012       |
| ADF Siquirreña            | Costa Rica | 2012 - Actualidad |